# Euba (Chemnitz)
Euba, Chemnitz-Euba – dzielnica miasta Chemnitz w Niemczech, w kraju związkowym Saksonia. 